# Пашек, Франк
Франк Пашек (нем. Frank Paschek; род. 25 июня 1956, Бад-Доберан, Росток) — немецкий прыгун в длину, серебряный призёр летних Олимпийских игр 1980 года в Москве.

## Карьера
В начале 1980 года в лидеры сезона вышел сначала Франк Пашек, обновивший рекорд ГДР (8,36 м), а затем — Лутц Домбровски (8,45 м — на тот момент третий результат в истории лёгкой атлетики). На самой Олимпиаде Домбровски ещё раз улучшил свой результат, прыгнув на 8,54 м, и стал олимпийским чемпионом. Пашек занял второе место с результатом 8,21 м. Третий результат показал советский прыгун Валерий Подлужный (8,18 м).